# Markgraafschap Saluzzo
Het markizaat Saluzzo is een historisch land in Italië en had als hoofdstad Saluzzo. Het werd geregeerd door de familie Del Vasto, een zijtak van het huis der Aleramiden.

## Geschiedenis
Saluzzo was oorspronkelijk een deel van het markgraafschap West-Ligurië. In 1142 deelden de zonen van markies (titel) Bonifatius het gebied van hun vader, waarbij Manfred Saluzzo kreeg. Zijn nakomelingen regeerden het gebied tot 1548, waarna het door Frankrijk geannexeerd werd. Na het Verdrag van Lyon in 1601 kwam het markizaat aan Savoye.

## Territorium
Het kerngebied van Saluzzo lag tussen de rivieren Po en Stura. Later breidde het gebied zich uit over delen van de huidige provincies Cuneo en Turijn en delen van Frankrijk.